# Cheilodipterus
Cheilodipterus is een geslacht van straalvinnige vissen uit de familie van kardinaalbaarzen (Apogonidae).
Het geslacht is voor het eerst wetenschappelijk beschreven in 1801 door Bernard Germain de Lacépède.

## Soorten
- Cheilodipterus alleni Gon, 1993
- Cheilodipterus arabicus Gmelin, 1789
- Cheilodipterus artus Smith, 1961 – Wolfskardinaalbaars
- Cheilodipterus intermedius Gon, 1993
- Cheilodipterus isostigmus Schultz, 1940
- Cheilodipterus lachneri Klausewitz, 1959
- Cheilodipterus macrodon Lacépède, 1802 – Tijgerkardinaalbaars
- Cheilodipterus nigrotaeniatus Smith & Radcliffe, 1912
- Cheilodipterus novemstriatus Rüppell, 1838
- Cheilodipterus octovittatus Cuvier, 1828
- Cheilodipterus parazonatus Gon, 1993
- Cheilodipterus persicus Gon, 1993
- Cheilodipterus pygmaios Gon, 1993
- Cheilodipterus quinquelineatus Cuvier, 1828 – Vijflijnenkardinaalbaars
- Cheilodipterus singapurensis Bleeker, 1860
- Cheilodipterus subulatus Weber, 1909
- Cheilodipterus zonatus Smith & Radcliffe, 1912